# Варгин, Евграф Поликарпович
Евграф Поликарпович Варгин (Варьгин) (1832—1910) — русский архитектор. Автор ряда зданий в Санкт-Петербурге, потомственный почётный гражданин Гатчины.

## Биография
Родился в 1832 году в семье гатчинского купца Поликарпа Прокофьевича Варгина. Учился в Академии Художеств. Ученик архитектора К. А. Тона. В 1854 году получил звание свободного художника. 
С 1863 до 1873 года занимал должность архитектора при гатчинском Николаевском сиротском институте. В 1860-х годах был арендатором Пудостского известкового завода. Действительный член Петербургского общества архитекторов; член Царскосельской уездной земской управы (1900—1903); член строительной комиссии по сооружению Покровского собора в Гатчине (1902—1907).
Был известным благотворителем. В 1897 году в его доме по Большому проспекту в Гатчине было открыто мужское приготовительное приходское одноклассное отделение, которому было присвоено имя императора Павла I. В 1908 году он пожертвовал значительную денежную сумму Гатчинскому реальному училищу. Потомственный почётный гражданин Гатчины.
Скончался 20 августа (2 сентября) 1910 года, похоронен на Гатчинском кладбище.

## Проекты и постройки
- Доходный дом. Улица Жуковского, 24 (1855; перестроен)[10];
- Доходный дом (перестройка). Большая Московская улица, 16 (1859—1861)[10];
- Доходный дом. Улица Декабристов, 37 (1861)[10];
- Доходный дом. Московский проспект, 40 (1862)[10];
- Доходный дом. Улица Марата, 32 (1862—1863; надстроен)[10];
- Доходный дом. Улица Рубинштейна, 21 — Щербаков пер., 13 (1865)[10];
- Доходный дом. Улица Марата, 9 (1870; надстроен)[10];
- Доходный дом А. М. Туликова (перестройка). Невский проспект, 78— Литейный проспект, 64 (1870; надстроен)[10];
- Доходные дома А. М. Туликова (перестройка и расширение). Улица Глинки, 3—5 — улица Декабристов, 27 — набережная Крюкова канала, 6—8 (1871—1874)[11];
- Доходный дом. Басков переулок, 17 (1875)[11];
- Собственный доходный дом (включён существовавший дом). Театральная площадь, 6 — набережная канала Грибоедова, 107 (1877)[11];
- Доходный дом В. Е. Петрова. Загородный проспект, 42 (1879—1880)[11];
- Собственный доходный дом (ремонт). Казанская улица, 22 (1880)[12].